# Oussouriïsk
Oussouriïsk (en russe : Уссурийск, anciennement Schuangchengzi, en chinois : 双城子 ; chinois simplifié : 双城子 ; chinois traditionnel : 雙城子 ; pinyin : Shuāngchéngzi) est une ville du kraï du Primorié, dans l'Extrême-Orient russe. Sa population s'élevait à 172 032 habitants en 2022.

## Géographie
La ville se trouve dans la vallée fertile de la rivière Razdolnaïa, à environ 100 km au nord de Vladivostok, 660 km au sud de Khabarovsk, 60 km à l'est de la frontière chinoise et à peu près la même distance de l'océan Pacifique.

## Histoire

### Appartenances historiques
| Appartenances historiques Balhae 700c-926 Dynastie Liao 926-1100c Dynastie Jin 1120c-1220c Dynastie Qing 1856-1860 Empire russe (Oblast de Primorié) 1860-1917 République russe 1917-1918 Gouvernement provisoire de la Sibérie autonome 1918-1920 RSFS de Russie 1920-1920 République d'Extrême-Orient 1920-1921 Gouvernement provisoire de Priamour 1921-1922 Union soviétique (Oblast d'Extrême-Orient) 1922-1926 Union soviétique (Kraï d'Extrême-Orient) 1926-1937 Union soviétique (Kraï du Primorié) 1937-1991 Fédération de Russie (Kraï du Primorié) 1991-présent |

### Balhae

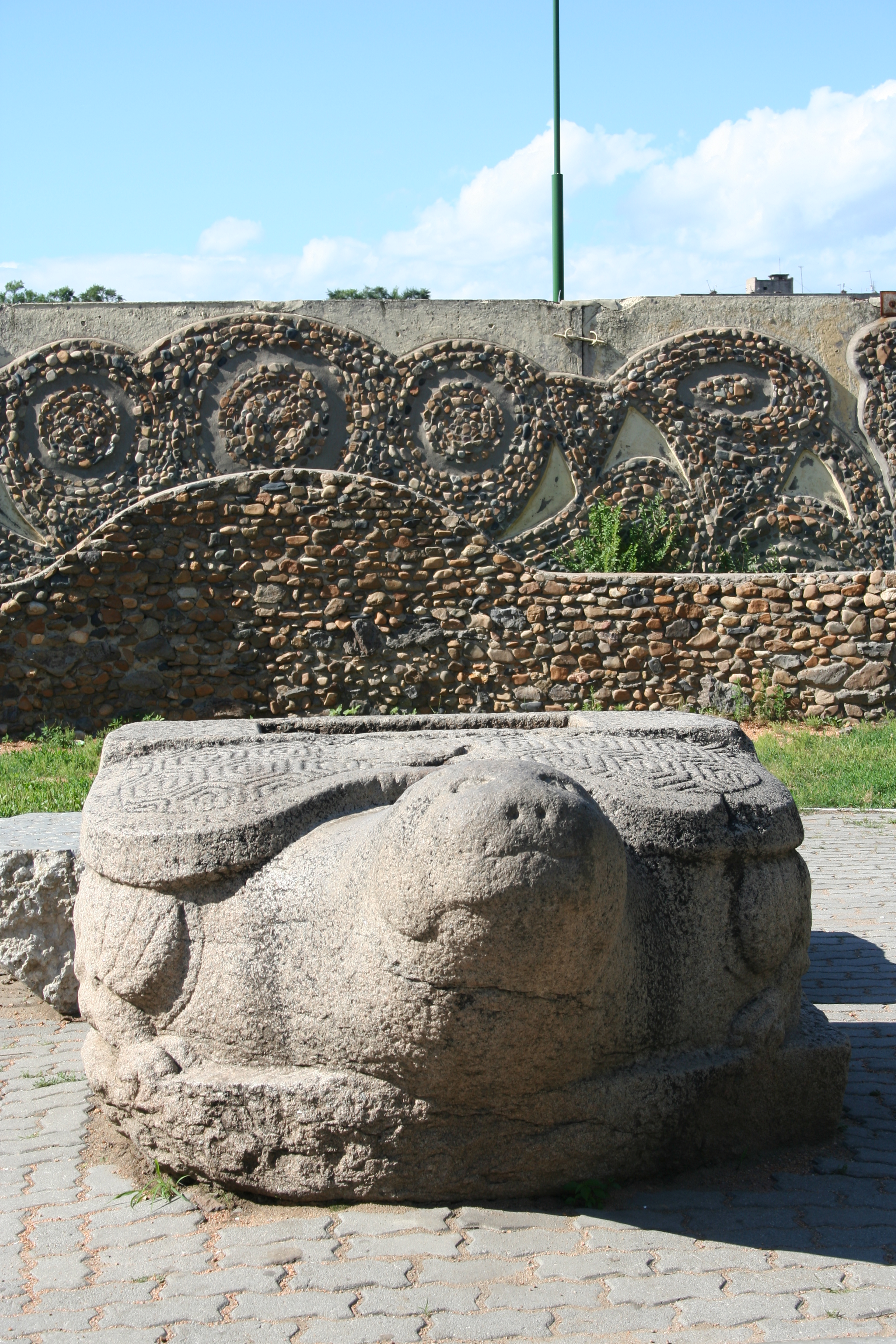
Une tortue Jürchen dans le parc central d'Oussouriïsk.

L'endroit de ce qui est maintenant Oussouriïsk a été colonisé par les tribus Yilou Mohe. À partir du milieu du IXe siècle, il'endroit devint Solbin-bu du royaume de Balhae.
Il est alors peuplé par les Dōnghǎi Jürchens, sous le contrôle de la dynastie Liao. La ville devient après la capitale du circuit Sùpín (速頻路) de la dynastie Jin. Ensuite, l'endroit est passé sous le contrôle des dynasties Yuan, Ming et Qing respectivement et connu sous le nom de Shuangchengzi (en chinois : 双城子 ; chinois simplifié : 双城子 ; chinois traditionnel : 雙城子 ; pinyin : Shuāngchéngzi).

### Empire russe
La ville a été plusieurs fois renommée : Nikolskoïe (1858), puis Nikolsk (1897), Nikolsk-Oussouriïsk (1926), Vorochilov (1935), d'après Kliment Vorochilov, avant de prendre en 1957 son nom actuel. Malgré son nom elle est relativement éloignée de l'Oussouri.
Oussouriïsk a été fondée en 1866 et s'est rapidement développée grâce à sa position de carrefour commercial. L'arrivée du Transsibérien à partir de 1913 entraîna une forte croissance de l'agglomération, qui était alors la quatrième ville de l'Extrême-Orient russe par la taille.

### Depuis 1917
Après la révolution d'Octobre, l'économie de la ville fut réorientée vers la transformation des produits agricoles.

## Population
Recensements (*) ou estimations de la population:
| 1866  | 1897*  | 1926*  | 1937*  | 1939*  | 1959*   | 1970*   |
| ----- | ------ | ------ | ------ | ------ | ------- | ------- |
| 3 800 | 10 868 | 32 100 | 65 926 | 71 867 | 104 310 | 128 235 |

| 1979*   | 1989*   | 2002*   | 2010*   | 2012    | 2013    | 2014    |
| ------- | ------- | ------- | ------- | ------- | ------- | ------- |
| 146 782 | 158 016 | 157 759 | 158 004 | 161 841 | 165 072 | 166 819 |

| 2015    | 2016    | 2017    | 2018    | 2019    | 2020    | 2021    |
| ------- | ------- | ------- | ------- | ------- | ------- | ------- |
| 168 137 | 168 598 | 170 660 | 172 017 | 173 165 | 173 640 | 172 942 |

| 2022    | - | - | - | - | - | - |
| ------- | - | - | - | - | - | - |
| 172 032 | - | - | - | - | - | - |

## Transports
Aujourd'hui Oussouriïsk reste un carrefour important sur la route transsibérienne. Elle est desservie par le chemin de fer Transsibérien avec la gare d'Oussouriïsk, dont une branche part de la ville vers Harbin et Pyongyang. Oussouriïsk est à 9 177 km de Moscou par le Transsibérien et à 112 km de Vladivostok.
La ville est connectée à quatre autoroutes : l' vers Khabarovsk ou Vladivostok, l' et l'A186 vers la frontière chinoise et l' vers Khassan.

## Économie
Les principales entreprises du secteur industriel relèvent du secteur agroalimentaire (sucrerie, fabrication de liqueurs, savonnerie).
À la suite de la fermeture de certaines usines utilisant une baie comme décharge, l'érosion naturelle des vagues a transformé, en quelques années, les déchets de verre et de porcelaine en galets multicolores : les autorités ont maintenant mis en place une zone protégée appelée « Plage de verre » (en russe : Steklyachka), qui est devenue une attraction touristique de la région.

## Espace
On y trouve un des trois centres du Deep Space Network soviétique (44° 00′ 58″ N, 131° 45′ 25″ E).

## Personnalités liées à la communauté
- Alexandre Dvornikov (1961-), général russe des forces terrestres de Russie ;
- Svyatoslav Loginov (1951-), écrivain russe.